# Die Kathrin
Die Kathrin op.28 ist eine Oper in drei Akten von Erich Wolfgang Korngold nach einem Libretto von Ernst Décsey.

## Geschichte
Korngold vervollständigte seine fünfte und letzte Oper im Sommer 1937. Die Uraufführung war für März 1938 in Wien angesetzt, wurde aber nach dem „Anschluss“ an das nationalsozialistisch regierte Deutsche Reich am 13. März 1938 auf Weisung der neuen Machthaber wegen Korngolds jüdischer Abstammung abgesagt. Das Werk wurde erst am 7. Oktober 1939 mit Isa Quensel in der Titelrolle unter der Leitung von Fritz Busch an der Königlichen Oper Stockholm uraufgeführt.

## Inhalt

### 1. Akt
Die Handlung beginnt an einem Sonntagnachmittag im Sommer des Jahres 1930 in einer kleinen Garnisonsstadt im Süden Frankreichs. In ausgelassener Stimmung gehen junge Männer und Mädchen ins Kino, darunter die Hausangestellte Kathrin und ihre Freundin Margot. Auch eine Anzahl von Soldaten ist unterwegs, unter ihnen François, der seinen Militärdienst angetreten hat und von seiner Liebe zum Singen und den Mädchen singt. Kathrin und François treffen einander und verlieben sich spontan.
Am späten Abend, nachdem Kathrin alles Margot gestanden hat, erzählt deren Freund, dass sie ihren Job verlieren wird, wenn ihr Arbeitgeber etwas über ihre neue Romanze herausfindet. Margot drängt Kathrin, François einen Brief zu schreiben und ihm mitzuteilen, dass sie ihn nie wiedersehen möchte. Dies macht sie in einer berührenden Arie von Korngold. Anschließend zieht sie sich zur Nachtruhe zurück.
Sie wird durch Klopfen aus dem Schlaf geweckt, François klettert durch ihr Fenster und gesteht seinen wahren Beruf – er ist Sänger. Nach einem ekstatischen Liebesduett verbringen beide die Nacht zusammen.
François wird einige Wochen später mit seinem Regiment nach Algier geschickt und Kathrin, nun schwanger, ist von ihrem Arbeitgeber entlassen worden. Als François und seine Kameraden mit einem triumphierenden Marsch-Gesang abmarschieren, kniet Kathrin vor einer Statue der Jungfrau Maria, um für die Zukunft ihres Geliebten und ihr Kind zu beten.

### 2. Akt

#### 1. Szene
Inzwischen ist es Winter geworden und es schneit. In einem Landgasthaus an der schweiz-französischen Grenze streitet der Gastwirt mit einem Vagabunden, der ihm ein Seidenkleid zu verkaufen versucht. Auf der Landstraße kommt die verzweifelte Kathrin des Weges, die zu Francois unterwegs ist, und trifft im Gasthaus auf Malignac, einen skrupellosen und lasziven Nachtclubbesitzer aus Marseille, der ihr einen vergessenen Pass gibt und ihr verspricht, François zu finden, wenn sie mit ihm käme. Aber Malignac hat tatsächlich andere Pläne.

#### 2. Szene
Durch eine seltsame Koinzidenz ist François im Club „Chez Chou-Chou“ von Malignac als Sänger beschäftigt, wo Chou-Chou, die führende Chanteuse, ihm beizubringen versucht, wie man in einer lebendigeren Weise für die Kunden singt. Sie versucht ihn, begleitet von einer Jazz-Band auf der Bühne, mit einem Kabarett-Lied zu verführen.
Malignac kommt an und wartet allein in seinem privaten Salon auf Kathrin, der er seine ungezügelte Leidenschaft und Liebe erklärt. Er wird aber von seiner Geliebten Monique unterbrochen und es kommt zu einer heftigen Auseinandersetzung, in deren Verlauf Monique ihn vor ein Ultimatum stellt: Entweder sie wird seine Frau oder ... . Es folgen Tätlichkeiten und Malignac wirft Monique zu Boden. Als er geht schreit sie ihm nach, er würde für diese Beleidigungen und Demütigungen mit dem Leben bezahlen.
In den Salon zurückgekehrt lädt er Kathrin zu sich ein und versucht sie zu küssen. Als er Kathrin im Arm hält dringt François auf ihn ein und droht ihn zu erschießen. Als Malignac versucht, Kathrin zum Schutz zwischen sich und François zu stellen, wird er von Monique erschossen, die sich hinter einem Vorhang versteckt hat.
Kathrin geht davon aus, dass François den Mord begangen hat, um sie zu retten, während François glaubt, dass es Kathrins Tat war. Er gesteht die Tat und geht für Kathrin ins Gefängnis während diese, allein gelassen, von ihrer Verzweiflung und der Hoffnung für ihr Kind singt.

### 3. Akt
Fünf Jahre sind seit den Ereignissen in Marseille vergangen. Kathrin hat einen Sohn, der auch Francois genannt wird, zur Welt gebracht und verwaltet nun ein kleines Gasthaus in den Schweizer Bergen. Die Kirchenglocken läuten und es wird zu Abend gegessen. Kathrin hofft immer noch auf ein Wiedersehen mit François, wird aber von einem jungen Schneider bedrängt, der um ihre Gunst buhlt.
Nach dem Abendessen holt Kathrin die Kuh Lisl von der Wiese, während ihr kleiner Junge draußen auf sie wartet. Ein Fremder kommt des Weges, es ist François, der ein schönes und nostalgisches Wanderlied singt. Auch der Schneider kommt zurück und wünschte sich, auch singen zu können, um Kathrin zu beeindrucken. Während die Serenade endet kehrt Kathrin zurück, François sieht sie und gibt sich zu erkennen, aber er glaubt, dass er zu spät kommt und sie des Schneiders Braut ist. Er wendet sich ab, um zu gehen, doch Kathrin beeilt sich zu erklären, dass sie nicht mit dem Schneider verlobt ist und dass ihr Sohn ihr gemeinsames Kind ist. Nun sind alle Missverständnisse beseitigt und beide versichern einander in einem glückseligen Duett ihre unsterbliche Liebe.